# The Violinaires
The Violinaires sind eine Gospelgruppe, die 1952 in Detroit, Michigan gegründet wurde. Obwohl sie ihren Namen einige Male änderte, besteht die Gruppe auch heute noch (The Violinaires, The Fantastic Violinaires, The Violinaires featuring Robert Blair, Robert Blair and The Violinaires bis Robert Blair and The Fantastic Violinaires) und treten unter dem Namen „The Fantastic Violinaires“ auf.

## Geschichte
1952 beschlossen Isaiah „Lil Shoot“ Jones, Wilson DeShields und Leo Coney eine Gospelgruppe zu gründen. Mit verschiedenen Umbesetzungen besteht die Gruppe auch heute noch. 1965 nahmen sie für Chess Records ihre erste Schallplatte auf, der noch unzählige folgten.

## Mitglieder 2013
The Fantastic Violinaires of Detroit Mich.
- Tamarcus Williams
- Titus „Lil Blair“ Stallworth
- Robert Arrington
- Pastor Danny Walker
- Rev. JD Talley
- Minister Wesley Hill
- Rev. Thomas Rhyant Jr.
- Kevin Cloud
- Roderick Arrington
- Christopher S. Gray

Robert Blair’s Original Fantastic Violinaires
- Pastor David Battle
- Pastor Dr. Frank Thompson
- Dwight „Tito“ Arthur
- Gregory Harris
- Rev. Charlie Brown
- Jeremiah Blair
- Fabian Allen
- Sonny Brown[1]

## Diskographie(Auswahl)
- 1966   I’m Going to Serve the Lord
- 1966   The Fantastic Violinaires
- 1967   Shout!
- 1967   Move on Up
- 1968   Live The Right Way
- 1968   The Fantastic Violinaires in Concert
- 1971   Groovin’ with Jesus
- 1972   The Upper Way
- 1973   Spirit And Soul
- 1974   Presenting The Fantastic Violinaires
- 1976   A Message to My Friends
- 1978   Violinaires
- 1979   Don’t Forget to Pray
- 1981   Born Again
- 1983   The Fantastic Violinaires Featuring Robert Blair
- 1984   Talk To Jesus
- 1985   Today Is The Day
- 1986   Sing With The Angels
- 1988   Pink Tornado
- 1989   God Has A Blessing Waiting For You
- 1991   Here I Am Again Lord
- 1993   Praise Him
- 1999   All About Jesus
- 2002   Another Level
- 2008   Revived[2]